# Freden i Knærød
Freden i Knærød (svensk: Knäred) markerede afslutningen på Kalmarkrigen i 1613. Fredsforhandlingerne mellem Sverige og Danmark-Norge kom i stand på engelsk initiativ og de to parters repræsentanter mødtes den 29. november 1612 på en grænsebro i nærheden af Knærød, nu Knäred i Halland.

## Vilkår
Fredsaftalen bekræftede Freden i Stettin 1570. Yderligere aftaltes at:
Sverige skulle:
1. tilbagegive Jemtland og Herjedalen, historiske norske landskaber
2. frasige sig kravene på Soneburg slot (estisk: Maasi ordulinnus) på Øsel, nu tilhørende Estland.

Danmark skulle:
1. tilbagegive Borgholm, Kalmar og Öland, siden tilhørende Sverige.
2. beholde Elfsborg med stæderne Nye og Gamle Lödöse samt Göteborg, desuden Ale, Askims, Bollebygds, Flundre, Hisings, Säfvedals og Vätle herreder med alle indkomster og afgifter som pant for en krigsstadeerstatning på 1. mill. rigsdaler, der skulle betales inden seks år.

Begge lande skulle have ret til at anvende de tre kroner som våben, dog uden ret til at kunne gøre krav på landområder tilhørende modparten.

## Underskrivelse
Allerede den 20. januar 1613 kunne fredsaftalen undertegnes. Freden garanteredes af kong Jakob 1. af England.
En mindesten om fredsslutningen er rejst ved Sjöared mellem Knærød og Markaryd nær grænsen mellem Halland og Småland. Denne grænse udgjorde den daværende grænse mellem Danmark og Sverige.

## Følger
Et vigtigt resultat for den danske konge (Christian 4.) var, at svenskerne måtte betale en krigsskadeserstatning på én million rigsdaler. Som pant beholdt danskerne fæstningen Elfsborg, der var faldet til danskerne 24. maj 1612. Det er imidlertid blevet hævdet, at den store krigsskadeserstatning gjorde det nødvendigt for Sverige at udvikle sin bjergværksindustri kraftigt, og at de omkring tre-fire årtier senere var økonomisk stærke nok til at angribe Danmark-Norge to gange og opnå de store landerobringer efter Freden i Brömsebro og derefter Freden i Roskilde, der skulde forandre kortene i Norden for altid.

## Ekstern henvisning
- Nordisk familjebok, Uggleupplagan 1911 (opslag Knäred) Arkiveret 26. november 2009 hos  Wayback Machine